# Les llums de Zetar
"Les llums de Zetar" (títol original en anglès "The Lights of Zetar") és el divuitè episodi de la tercera temporada de la sèrie de televisió de ciència-ficció estatunidenca Star Trek. Escrit per Jeremy Tarcher i la seva esposa Shari Lewis i dirigit per Herb Kenwith, es va emetre per primera vegada el 31 de gener de 1969.
A l'episodi, estranys extraterrestres amenacen l'estació Memory Alpha i l’ Enterprise.

## Argument
La nau estel·lar de la Federació Enterprise està de camí cap a Memory Alpha, un planetoide que és la seu de la biblioteca central de la Federació. Un fenomen semblant a una tempesta que es mou a velocitat de curvatura també està de camí cap al planetoide. L' Enterprise intercepta la tempesta, que entra a la nau, afectant el sistema nerviós d'alguns membres de la tripulació. La tinent Mira Romaine, que ha estat assignada a Memory Alpha, es desmaia pels efectes de la tempesta. El director mèdic Dr. McCoy examina a Romaine, que sembla que no respon a part de fer estranys sons guturals.
La tempesta es dirigeix a Memory Alpha, amb l’ Enterprise a la seva persecució, i destrueix el nucli de l'ordinador de l'estació. El capità Kirk, juntament amb l'oficial científic Spock, el doctor McCoy i el Sr. Scott es dirigeixen a l'estació per inspeccionar els danys. Mentrestant, Romaine té visions de cadàvers a Memory Alpha. El grup d'aterratge troba els arxius de Memory Alpha seriosament danyats i el seu personal mort, excepte un que fa els mateixos sorolls guturals que Romaine, i després mor a causa del que McCoy determina que és una hemorràgia cerebral. Kirk ha enviat a Romaine a l'estació. Està aterrida de veure l'escena exacta de la seva visió, i després avisa que la tempesta està tornant.
Les exploracions de la tempesta determinen que en realitat es tracta d'un grup de formes de vida, i Kirk intenta comunicar-se amb elles mitjançant el traductor universal, però no obté cap resposta. Després de disparar trets faser d'advertència, Kirk recorre a un atac total, i mentre els raigs xoquen contra la tempesta, Romaine sembla reaccionar amb dolor. Scott, en adonar-se d'això, demana a Kirk que aturi l'atac.
Durant una discussió a la sala d'informació, McCoy informa que el patró d'ones cerebrals de Romaine s'ha alterat i Spock revela que el nou patró coincideix amb les dades del sensor de la tempesta. Conclouen que les formes de vida alienígenes intenten prendre el control del cos de Romaine. Per evitar-ho, elaboren un pla per permetre als extraterrestres prendre el control parcial i sotmetre a Romaine a una pressió atmosfèrica elevada. Abans que puguin col·locar-la a la cambra de pressió, els extraterrestres entren al cos de Romaine i comencen a parlar a través d'ella, identificant-se com a supervivents del planeta mort de Zetar. Tenen la intenció de viure la seva existència restant utilitzant el cos de Romaine. Amb certa dificultat, Scott aconsegueix portar Romaine a la cambra de pressió, i els extraterrestres finalment són expulsats i aparentment destruïts.
Amb la conclusió de la crisi, Spock, McCoy i Scott estan d'acord que Romaine està en condicions de tornar al servei, amb una nova tasca per supervisar la recuperació i reparació dels arxius de Memory Alpha.

## Doblatge al català
L’episodi va ser doblat al català pels estudis Tecni-3 (primera part) i Diálogo (segona part) i emés a TV3 l’any 1989.
| Personatge                | Actor/actriu     | Veu en català                      |
| ------------------------- | ---------------- | ---------------------------------- |
| James T. Kirk             | William Shatner  | Jordi Boixaderas                   |
| Spock                     | Leonard Nimoy    | Isidre Sola i Llop                 |
| Leonard McCoy             | DeForest Kelley  | Eduard Lluís Muntada               |
| Montgomery Scott 'Scotty' | James Doohan     | Joan Carles Gustems Domènec Farell |
| Nyota Uhura               | Nichelle Nichols | Glòria Roig Azucena Díaz           |
| Hikaru Sulu               | George Takei     | Jaume Nadal Enric Cusí             |
| Pavel Chekov              | Walter Koenig    | Quim Roca Pep Madern               |
| Christine Chapel          | Majel Barrett    | Ana Maria Mauri Rosa Gavin         |
| Tinent Kyle               | John Winston     | Joaquim Sota                       |
| Mira Romaine              | Jan Shutan       | Pilar Rubiella                     |

## Producció
La coguionista de l'episodi Shari Lewis era més coneguda com a animadora infantil, sent la titellaire original del titella de mitjons, Lamb Chop. Estava casada en el moment de l'altre escriptor acreditat de l'episodi, Jeremy Tarcher. L'episodi es va rodar entre l'1 i l'11 de novembre de 1968 als estudis de Desilu a Gower Street, Hollywood.

## Recepció crítica
En un rànquing del lloc Hollywood.com, Christian Blauvelt situa aquest episodi en la posició 66a dels 79 episodis de la sèrie original. En una ressenya del 2010, Zack Handlen de The A.V. Club va donar l'episodi una B-, trobant que, si bé la parella entre Scotty i Mira funciona malgrat el seu paternalisme, l'episodi manca d'originalitat.

## Novel·la seqüela
A la novel·la no canònica, Memory Prime, Romaine participa en un projecte per reconstruir els arxius en una estructura més segura. El projecte aviat es veu embolicat per un complot d'assassinat que s'escalfa en una crisi imminent que amenaça de repetir el desastre de Memory Alpha. Tanmateix, amb l'ajuda de la tripulació de l'USS Enterprise, Romaine aconsegueix avisar-hi.

## Cultura popular
Memory Alpha, la wiki dedicada a la franquícia Star Trek, va rebre el nom del planetoide en aquest episodi.

## Estrena en vídeo
Aquest episodi es va publicar al Japó el 21 de desembre de 1993 com a part del conjunt complet de LaserDisc de la temporada 3, Star Trek: Original Series log.3. També es va incloure un tràiler d'aquest i dels altres episodis, i l'episodi tenia pistes d'àudio en anglès i japonès. El títol de la portada era スター・トレック TVサードシーズン.
Aquest episodi es va incloure a la caixa de DVD remasteritzada de la temporada 3 de TOS, amb la versió remasteritzada d'aquest episodi..